# Министерство обороны СССР
Министерство обороны СССР — союзный орган государственного управления Вооружёнными Силами СССР (за исключением пограничных войск и внутренних войск).
Во главе министерства находился Министр обороны СССР, который мог входить в состав Политбюро ЦК КПСС. Министерство обороны по 1977 год было союзно-республиканским министерством.

## История
Существовавшие раздельно Военный и Морской наркоматы в июле 1923 года были объединены в Наркомат по военным и морским делам СССР. Первым Народным комиссаром по военным делам в Советском Правительстве стал Николай Подвойский. С 1918 по 1925 годы во главе военного ведомства находился Лев Троцкий. Стройную структуру система военного управления приобрела при Михаиле Фрунзе. Его опыт руководства войсками и организаторские способности позволили существенно повысить эффективность военно-государственного управления, укрепить обороноспособность страны. В 1934 году Наркомат по военным и морским делам постановлением ЦИК и СНК был преобразован в Народный комиссариат обороны СССР. В качестве совещательного органа при нём был создан Военный совет. В 1937 году из НКО СССР было выделено Управление военно-морских сил РККА и образован самостоятельный Наркомат ВМФ СССР.
До 1934 года административный орган, управляющий Вооруженными силами Союза Советских Социалистических республик носил наименование — Народный комиссариат по военным и морским делам СССР. В марте 1934 года руководством Советского Союза было принято решение о переименовании военного ведомства Союза ССР и оно стало именоваться — Народный комиссариат обороны СССР.
С началом Великой Отечественной войны для стратегического руководства Вооружёнными Силами 23 июня 1941 года была образована Ставка Главнокомандования (с 10 июля — Ставка Верховного командования, с 8 августа — Ставка Верховного главнокомандования). Руководство обороной страны возглавил Иосиф Сталин.
4 марта 1944 года в соответствии с Законом СССР «О создании войсковых формирований союзных республик и о преобразовании в связи с этим Народного Комиссариата Обороны из общесоюзного в союзно-республиканский Народный Комиссариат» был образован Народный комиссариат обороны РСФСР.
В послевоенный период высший орган военного управления играл ведущую роль в оснащении Вооружённых Сил ракетно-ядерным оружием, внедрении современных видов обычных вооружений, создании и развитии новых видов и родов войск. За всем этим стояла напряжённая ежедневная работа руководителей, всех сотрудников Министерства обороны и Генерального штаба Вооружённых Сил.
В феврале 1946 года был создан единый Наркомат Вооружённых сил СССР, переименованный в марте того же года в Министерство ВС СССР.
25 февраля 1946 года Наркомат обороны и Наркомат ВМФ были объединены в Народный комиссариат Вооружённых Сил СССР, который в марте 1946 года был преобразован в Министерство Вооружённых Сил СССР (МВС СССР).
В феврале 1950 года Министерство ВС СССР вновь разделилось на два самостоятельных ведомства — Военное министерство СССР и Военно-морское министерство СССР. 7 июля 1950 года Министерство Вооруженных Сил РСФСР было переименовано в Военное министерство РСФСР. 
В марте 1953 года Военное министерство СССР и Военно-морское министерство СССР были объединены в Министерство обороны СССР.

### Принятие Конституции СССР в 1977 году
В 1977 году была принята новая Конституция СССР. Годом позже, в 1978 году, в РСФСР также была принята новая Конституция РСФСР, что было обусловлено в том числе необходимостью приведения Основного закона республики в соответствии с Основным законом СССР. На основании таких событий Министерство обороны РСФСР было упразднено в 1978 году, поскольку в ст. 73 Конституции СССР 1977 года говорилось, что руководство Вооружёнными Силами находится в ведении СССР в лице его высших органов государственной власти и управления, а Министерство обороны СССР согласно ст. 23 Закона СССР от 5 июля 1978 года «О Совете Министров СССР» было отнесено к общесоюзным министерствам.

### Министерство иГКЧП
Для „сохранения конституционного порядка и целостности СССР“ первыми лицами СССР был образован Государственный комитет по чрезвычайному положению (ГКЧП) СССР, в состав которого вошли председатель КГБ СССР В. А. Крючков и Министр обороны СССР Д. Т. Язов. В Москву были введены формирования Советской Армии (по приказу кого?).

### После августа 1991
29 августа 1991 г. Верховный Совет СССР, согласно пункту 3 статьи 113 Конституции СССР, утвердил Шапошникова министром обороны. Ранее, 23 августа, Шапошников вышел из КПСС и способствовал департизации Вооружённых сил СССР. С 1 октября по 25 декабря 1991 года — министр обороны совмещал членство в Совете обороны при президенте СССР.
8 ноября 1991 года на заседании Президиума Верховного Совета РСФСР, обсуждавшем вопрос о введении режима чрезвычайного положения в  Чечено-Ингушетии, министр обороны СССР высказался против применения авиации.
Министр обороны упоминается в указе президента РСФСР от 4 января 1992 года № 1 «Об отводе земельных участков в Московской области для малоэтажного строительства и садоводства для жителей города Москвы и области».
В январе 1992 года на Всеармейском офицерском собрании, проходившем в Государственном Кремлёвском дворце, в присутствии более четырёх тысяч офицеров министр обороны СССР Шапошников был обвинён в предательстве интересов военных. В знак протеста он заявил, что готов подать в отставку, и покинул зал. О подаче заявления об отставке министром обороны СССР не известно.
После событий в Вильнюсе в январе 1991 года председатель Верховного Совета РСФСР Борис Ельцин выступил с инициативой о создании республиканской армии, и 31 января Госкомитет по общественной безопасности был преобразован в Госкомитет РСФСР по обороне и безопасности, во главе которого встал генерал армии Константин Кобец. 5 мая 1991 года госкомитет был разделен на Госкомитет РСФСР по делам обороны и КГБ РСФСР. 30 июля Государственный комитет по делам обороны переименован в Государственный комитет по оборонным вопросам.
Позже союзное министерство прекратило свою деятельность. Вооружённые силы стран СНГ вошли в состав Организации Договора о коллективной безопасности (ОДКБ), кроме таких стран, как Грузия, Молдавия и Украина.
Примерно с конца января 1992 года Министерство обороны СССР стало фактически называть себя главным командованием Вооруженных Сил СНГ. Однако, лишь 20 марта 1992 года решением Совета глав государств СНГ, на базе Министерства обороны Союза ССР было официально создано Главное командование Объединённых Вооружённых Сил СНГ.

## Структура
- Группа генеральных инспекторов Министерства обороны СССР

## Руководители

### Заместители министра обороны СССР
- Первый заместитель министра обороны СССР
- Начальник Генерального штаба ВС СССР — Первый заместитель министра обороны СССР
- Главнокомандующий ОВС государств-участников Варшавского договора — Первый заместитель министра обороны СССР
- Главнокомандующий Сухопутными войсками — заместитель министра обороны СССР
- Главнокомандующий Военно-Воздушными Силами — заместитель министра обороны СССР
- Главнокомандующий Военно-Морским Флотом — заместитель министра обороны СССР
- Главнокомандующий Ракетными войсками стратегического назначения — заместитель министра обороны СССР
- Главнокомандующий Войсками ПВО — заместитель министра обороны СССР
- Начальник Тыла ВС СССР — заместитель министра обороны СССР
- Начальник Гражданской обороны СССР — заместитель министра обороны СССР
- Заместитель министра обороны СССР по вооружению
- Председатель ГТК СССР — заместитель министра обороны СССР
- Начальник Главного управления кадров МО СССР — заместитель министра обороны СССР по кадрам
- Заместитель министра обороны СССР по строительству и расквартированию войск
- Заместитель министра обороны СССР — главный инспектор Министерства обороны СССР

## Периодическая печать

### Газета
- «Красная звезда»
- «Красный флот» (1938—1953)
- «Советский флот» (1953—1960)

### Журналы
- «Авиация и космонавтика»
- «Военный вестник»
- «Военно-исторический журнал»
- «Зарубежное военное обозрение»
- «Советское военное обозрение»
- «Советский воин»
- «Танкист»
- «Тыл и снабжение Советских Вооружённых Сил»

## Полиграфическая деятельность

### Издательство Министерства обороны Союза ССР
МО СССР имело собственное издательство: «Военное издательство Министерства обороны Союза ССР» — аббревиатура «Воениздат» | сложносокращенное от: «Военное издательство».
«Воениздат» занимался работой с авторами, подготовкой рукописей к печати, редактированием, рецензированием, осуществлял военную и политическую цензуру, подбирал иллюстрации и выпускал печатную продукцию.
Благодаря «Воениздату» удалось опубликовать большое количество мемуаров советских военных деятелей, которые имеют большую историческую ценность как документы эпохи.

## Военная цензура
Военная цензура МО СССР осуществляла военную и политическую цензуру материалов радио, телевидения, кинематографа, книгоиздания и полиграфии в СССР.
Военная цензура предотвращала разглашение военной тайны СССР.

## Военно-дипломатическая деятельность

### Корпус военных атташе
МО Союза ССР осуществляло профессиональную академическую подготовку военных дипломатов корпуса атташе Министерства обороны Союза ССР.
Военные дипломаты обучались в Военно-дипломатической академии в Москве. Для преподавательской деятельности в Академии привлекались лингвисты, специалисты в области страноведения и отдельно — востоковедения, географы, политологи, дипломаты гражданского ведомства, журналисты, специалисты в области этики и этикета и другие.

### Отдел Внешних сношений
В 1950—1953 в должности начальника Отдела внешних сношений состоял сотрудник Главного разведывательного управления Генерального штаба РККА генерал-лейтенант А. Ф. Васильев.
В качестве полномочного представителя Народного комиссариата обороны СССР и личного референта Иосифа Сталина по вопросам военного сотрудничества с государствами Объединённых Наций он вместе со своим коллегой из НКИД А. А. Громыко участвовал в создании Организации Объединённых Наций.